# Wilfredo Henríquez
Wilfredo Margarito Henríquez Hernandez (25 stycznia 1984) – wenezuelski zapaśnik. Piąty na igrzyskach panamerykańskich w 2015 i ósmy w 2011. Srebrny medalista mistrzostw panamerykańskich w 2015 roku. Zawodnik Universidad de Carabobo.